# پامادور خورش
پامادور خورش یا پامادور قاتوق، یک غذای محلی گیلانی است.
این خورش خیلی خوشمزه بوده و یکی از ویژگی‌های خاص آن این است که خیلی سریع و در مدت‌زمان کمی آماده می‌شود.
از مواد مواد لازم برای تهیه آن می‌توان گوجه فرنگی، روغن، سیر، تخم مرغ، فلفل، نمک، زردچوبه را نام برد.
مراحل پخت
1. رنده کردن گوجه‌ها
2. تفت دادن پوره گوجه تا تبخیر شدن کامل آب میان بافتی
3. سیر را با زردچوبه سرخ کرده و سپس تخم مرغ را بیفزایید و خوب سرخ کنید و هم بزنید.
4. مخلوط سیرداغ و تخم مرغ حاصل را به گوجه بیفزایید و در صورت لزوم باز هم روغن اضافه کنید.
5. با شعله کم حرارت دهید تا خوب گوجه و سیرداغ تخم مرغ به خورد گوجه برود و خورش جا بی‌افتد.
6. با افزودن نمک و فلفل، و با نان یا برنج و ماست یا سالاد گوجه و خیار می‌توانید غذا را میل نمایید.[۱][۲][۳][۴][۵][۶]

برای اینکه گوجه‌ها راحت‌تر و زودتر پخته شوند می‌توانید آن‌ها را رنده کنید.